# Tininho
Ronildo Pereira de Freitas (Montes Claros, 23 oktober 1977), kortweg Tininho genoemd, is een voormalig Braziliaans voetballer. Tininho speelde tijdens zijn actieve spelerscarrière voornamelijk in Nederland, waar hij met Feyenoord in het seizoen 1998/99 landskampioen werd. Nadien speelde hij voor RBC Roosendaal, America Belo Horizonte, NEC, ADO Den Haag en AEK Larnaca. In 2008 zette hij een punt achter zijn carrière.

## Clubcarrière
Zijn echte naam is "Ronildo", maar omdat zijn naam te veel lijkt op de bekende speler "Ronaldo" heeft hij zijn naam veranderd in "Tininho". Zijn vader, Luis Pereira de Freitas, was ook een bekende voetballer.
Tininho speelde in de jeugdopleiding van Portuguesa in Brazilië (1995-1999) en zat in het seizoen 1994/95 ook kort in de jeugdopleiding van Lierse SK maar keerde wegens heimwee terug naar Brazilië, waar hij jeugdinternational werd. Hij maakte zijn debuut voor het A-elftal in de bekerwedstrijd tegen Grêmio Foot-Ball Porto Alegrense op 4 april 1997 (2-1 verlies). Tininho speelde tweemaal voor het A-elftal van Portuguesa uit Sao Paolo, waarmee hij zich kwalificeerde in 1998 voor de halve finale van het staatskampioenschap van São Paulo. In het voorjaar van 1998 werd hij gescout door Feyenoord waar hij vervolgens 3 seizoenen in de hoofdmacht speelde waarvan zijn eerste seizoen in 1998/99 als basisspeler, het jaar dat hij ook landskampioen werd. In dit jaar werd hij ook meegenomen naar een oefeninterland van Jong-Brazilië, maar hij kwam niet in actie. De 2 seizoenen erna als reserve speler. Hij besloot daarom na 3 jaar te vertrekken en ging naar RBC Roosendaal. Daar speelde hij goed en hielp RBC Roosendaal om in de middenmoot van de Eredivisie te blijven. Na 2 seizoenen bij RBC vertrok hij naar N.E.C.. Hij bleef ook 2 seizoenen bij N.E.C.. Toen zijn contract afliep is hij naar ADO Den Haag gegaan. Daar moest hij ervoor zorgen dat ADO Den Haag zich zou handhaven in de Eredivisie, maar dat is niet gelukt. In het seizoen 2007/08 gaat hij op Cyprus bij AEK Larnaca spelen. Na een niet al te goed seizoen bij AEK, beëindigd hij zijn carrière.

## Clubstatistieken
| Seizoen | Club                   | Land      | Duels | Goals | Competitie            |
| ------- | ---------------------- | --------- | ----- | ----- | --------------------- |
| 1998/99 | Feyenoord              | Nederland | 28    | 1     | Eredivisie            |
| 1999/00 | Feyenoord              | Nederland | 3     | 0     | Eredivisie            |
| 2000/01 | Feyenoord              | Nederland | 18    | 0     | Eredivisie            |
| 2002    | America Belo Horizonte | Brazilië  | -     | -     | Campeonato Brasileiro |
| 2002/03 | RBC Roosendaal         | Nederland | 28    | 0     | Eredivisie            |
| 2003/04 | RBC Roosendaal         | Nederland | 30    | 1     | Eredivisie            |
| 2004/05 | N.E.C.                 | Nederland | 34    | 4     | Eredivisie            |
| 2005/06 | N.E.C.                 | Nederland | 28    | 3     | Eredivisie            |
| 2006/07 | ADO Den Haag           | Nederland | 17    | 2     | Eredivisie            |
| 2007/08 | AEK Larnaca            | Cyprus    | 18    | 1     | A Divizion            |
| Totaal  | Totaal                 | Totaal    | 204   | 12    |                       |

## Erelijst
Feyenoord
- Nederlands landskampioen

1999
- Johan Cruijff Schaal

1999